# Mehrarbeit (Marxismus)
Unter Mehrarbeit (surplus labour) wird in der marxschen Kritik der politischen Ökonomie die über die zur Erhaltung des Lohnarbeiters, also die zur Herstellung der von ihm zum Leben benötigten Güter (zu seiner „Reproduktion“) notwendige Arbeit hinausgehende Arbeit verstanden, die sich in Form des Mehrwerts und Mehrprodukts vergegenständlicht. 

## Aufteilung der Arbeitszeit nach Marx
Marx unterteilt den Arbeitstag in zwei Abschnitte:
- Der erste Abschnitt stellt die notwendige Arbeit dar, die der Lohnarbeiter im Produktionsprozess benötigt, um ein Wert-Äquivalent für seinen Lohn zu erarbeiten. Der Wert der Arbeitskraft bestimmt sich wie der jeder anderen Ware durch die zu ihrer (Re-)Produktion gesellschaftlich notwendige Arbeit, also im Falle der Arbeitskraft z. B. durch Kosten für Lebensmittel, Kosten für Ausbildung, Kosten zur Erhaltung des Arbeiters in einem leistungsfähigen Zustand usw. Diese Arbeit ist ebenfalls „notwendig für den Arbeiter, weil unabhängig von der gesellschaftlichen Form seiner Arbeit“[1], es ist daher Arbeit, die im Sinne dialektischer Einsicht in die Notwendigkeit zur gesellschaftlichen (Re-)Produktion des Arbeiters konkret erforderlich ist, in welchen Produktionsbeziehungen sie auch immer verwirklicht wird.
- Die zweite Periode des Arbeitstages stellt für Marx die „Mehrarbeit“ dar, in der der unmittelbare Produzent, der Arbeiter, kein Wertäquivalent für seine wertbildende Tätigkeit (Arbeit) erhält, dieser Wert also von einer anderen Person angeeignet wird, und in diesem Sinne eine Ausbeutung der Arbeitskraft stattfindet. In der kapitalistischen Produktion eignet sich beispielsweise der Unternehmer den durch Mehrarbeit im Arbeitsprozess erwirtschafteten Mehrwert an, ohne dafür Lohn zu zahlen.

## Mehrarbeit und Mehrwert nach Marx
Wie der Wert durch die in ihr vergegenständlichten Arbeit bestimmt wird, so bildet sich der Mehrwert aus vergegenständlichter Mehrarbeit:
So entscheidend es für die Erkenntnis des Werts überhaupt, ihn als bloße Gerinnung von Arbeitszeit, als bloß vergegenständlichte Arbeit, so entscheidend ist es für die Erkenntnis des Mehrwerts, ihn als bloße Gerinnung von Surplusarbeitszeit, als bloß vergegenständlichte Mehrarbeit zu begreifen. Nur die Form, worin diese Mehrarbeit dem unmittelbaren Produzenten, dem Arbeiter, abgepreßt wird, unterscheidet die ökonomischen Gesellschaftsformationen, z. B. die Gesellschaft der Sklaverei von der der Lohnarbeit.
Aus dem Verhältnis von notwendiger Arbeit und Mehrarbeit lässt sich die Rate des Mehrwerts (= Mehrwert / variables Kapital) bestimmen, die „[den exakten] Ausdruck für den Exploitationsgrad der Arbeitskraft“ darstellt: Mehrwert / variables Kapital = Mehrarbeit / Notwendige Arbeit. „Beide Proportionen drücken dasselbe Verhältnis in verschiedner Form aus, das eine Mal in der Form vergegenständlichter (Anm.: Mehrwert / variables Kapital), das andre Mal in der Form flüssiger Arbeit (Anm.: Mehrarbeit / Notwendige Arbeit).“